# Gestreept nestzwammetje
Het gestreept nestzwammetje (Cyathus striatus) is een paddenstoel uit de familie Agaricaceae. Het groeit op houtresten van verschillende soorten bomen, zowel loof- en naaldbomen, als op bladeren en ander plantenresten. Het komt het meest voor in vochtige struikgewas en bossen. De vruchtlichamen groeien in de zomer en de herfst, individueel of in groepen. Het zwammetje kan gevonden worden van juni tot en met november.

## Kenmerken
Het is een van de soorten nestzwammetjes waarbij de sporen gevormd worden in eivormige lichaampjes (peridiolen), die zelf weer in een nestvormige beker zitten. De buitenkant van de beker is bedekt met tegen de wand liggende, fijne grijsbruine haartjes. Bij jonge exemplaren is de beker bedekt met een wit vlies. Het zwammetje wordt 1,5 cm hoog. Lege vruchtlichamen (cups) blijven enige tijd staan.
De soort is niet giftig, maar ook niet eetbaar.

## Verspreiding
Het is verspreid over de hele wereld. Afgezien van Antarctica, wordt het gevonden op alle continenten, waaronder veel eilanden. In Europa loopt de noordelijke verspreidingsgebied door tot aan de 64e breedtegraad.